# Gordon McKellen
Gordon McKellen, né le 26 août 1953 à Reading (Pennsylvanie), est un patineur artistique américain. Il est triple champion des États-Unis en 1973, 1974 et 1975.

## Biographie

### Carrière sportive
Ses parents, Leila et Gordon McKellen Senior, possèdent une patinoire, et son père est membre d'un duo de patinage sur glace des années 1940, les McKellen Brothers. Gordon McKellen est donc baigné dès son enfance par le patinage.
Au cours de sa carrière, il remporte trois titres nationaux américains consécutifs entre 1973 et 1975. Il est sélectionné pour représenter les États-Unis aux Jeux olympiques d'hiver de 1972 où il se classe 10e. Son meilleur classement mondial est une 5e place en 1975.
Bien que d'autres patineurs aient pratiqué le triple axel auparavant, McKellen est le premier patineur à l'essayer dans des performances publiques. Le premier triple axel en compétition n'a été cependant homologué qu'aux mondiaux de 1978, réalisé par le canadien Vern Taylor.

### Reconversion
Gordon McKellen prend sa retraite du patinage de compétition après la fin de la saison 1974/1975, lorsque son entraîneur Slavka Kohout quitte son poste à la patinoire Wagon Wheel de Rockton dans l'Illinois, où il s'entraînait.
Devenu patineur professionnel, il tourne avec la compagnie "The Ice Show" de Toller Cranston.
En 1977, il épouse la patineuse artistique américaine Kath Malmberg, qui a donné naissance à leurs deux enfants dans les années 1980.
Il est intronisé au Temple de la renommée du patinage artistique des États-Unis en 1998.
En juillet 2001, il est banni à vie du patinage artistique américain en raison d'allégations de comportement inapproprié et d'actions avec des patineuses mineures.

## Palmarès
| Compétitions principales        | 1969 | 1970 | 1971 | 1972 | 1973 | 1974 | 1975 |  |  |  |  |  |  |  |
| Jeux olympiques d'hiver         |      |      |      | 10e  |      |      |      |  |  |  |  |  |  |  |
| Championnats du monde           |      |      | 9e   | 8e   | 7e   | 6e   | 5e   |  |  |  |  |  |  |  |
| Championnats d'Amérique du Nord |      |      | 4e   |      |      |      |      |  |  |  |  |  |  |  |
| Championnats des États-Unis     | 7e   | 6e   | 3e   | 3e   | 1er  | 1er  | 1er  |  |  |  |  |  |  |  |
|                                 |      |      |      |      |      |      |      |  |  |  |  |  |  |  |